# Mycale fascibula
Mycale fascibula är en svampdjursart som först beskrevs av Topsent 1904.  Mycale fascibula ingår i släktet Mycale och familjen Mycalidae. Inga underarter finns listade i Catalogue of Life.